# Joseph Vianney Fernando
Joseph Vianney Fernando (* 6. August 1942 in Buruliapitiya-Negombo) ist ein sri-lankischer Geistlicher und emeritierter römisch-katholischer Bischof von Kandy.

## Leben
Joseph Vianney Fernando empfing am 21. Dezember 1966 das Sakrament der Priesterweihe.
Am 17. März 1983 ernannte ihn Papst Johannes Paul II. zum Bischof von Kandy. Der emeritierte Bischof von Kandy, Appasinghe Paul Perera, spendete ihm am 21. Mai desselben Jahres die Bischofsweihe; Mitkonsekratoren waren Jacob Bastiampillai Deogupillai, Bischof von Jaffna, und Edmund Joseph Fernando OMI, Weihbischof in Colombo.
Papst Franziskus nahm am 9. Oktober 2021 das von Joseph Vianney Fernando aus Altersgründen vorgebrachte Rücktrittsgesuch an.